# José Antonio Arévalo González
José Antonio Arévalo González (Ciudad de México, 5 de octubre de 1971) es un político mexicano, miembro del Partido Verde Ecologista de México (PVEM). Ha sido en tres ocasiones diputado federal.

## Biografía
Es licenciado en Administración de Empresas egresado de la Universidad Anáhuac y cuenta con un diplomado en Desarrollo Sustentable en la Universidad Iberoamericana. 
Es hijo de Antonio Arévalo Vázquez y de Virginia González Torres, quien ha sido secretaria técnica del Consejo Nacional de Salud y perteneciente a una familia dedicada a lo largo de varias generaciones al negocio de las farmacias: es hermana de Víctor González Torres, empresario del ramo más conocido como el «Doctor Simi» y de Jorge González Torres, fundador y presidente del Partido Verde Ecologista de México (PVEM); por tanto es primo hermano de Jorge Emilio González Martínez, también líder del PVEM, senador y diputado; y de Xavier González Zirión, también empresario farmecéutico y diputado. Es miembro del PVEM desde 1992, partido del que ha sido secretario general del comité estatal en el Estado de México y secretario de Organización en el del Distrito Federal.
Ejerció su carrera profesional en la empresa Argo Artes Gráficas, propiedad de su padre, donde fue director comercial de 1991 a 1995, gerente general en 1996 y director de Finanzas en 1998. Su primer cargo público fue asesor del grupo parlamentario del PVEM en la LVII Legislatura de la Cámara de Diputados de 1997 a 2000. En 2000 fue postulado candidato de la coalición Alianza por el Cambio, formada por el Partido Acción Nacional (PAN) y el PVEM a diputado federal por el Distrito 3 del Distrito Federal. Logró la victoria obteniendo el 43.21% de los votos, frente a su más cercano competidor que recibió el 25.79%, siendo elegido para la LVIII Legislatura que concluyó en 2003 y en la que fue parte del grupo parlamentario del PVEM y fue secretario de las comisiones de Distrito Federal; y, de Vigilancia de la Auditoría Superior de la Federación.
Al terminar el cargo anterior, en las elecciones de 2003 fue elegido diputado por al principio de representación proporcional a la III Legislatura de la entonces Asamblea Legislativa del Distrito Federal que tuvo fin en 2006 y en la que fue presidente de la comisión de Atención a Grupos Vulnerables; vicepresidente de la comisión de Salud y Asistencia Social; e integrante de las comisiones de Vigilancia de la Contaduría Mayor de Hacienda; de Hacienda; de Vivienda; Especial de atención a los hundimientos diferenciales de la Ciudad de México; y, Especial de apoyo al Heroico Cuerpo de Bomberos de la Ciudad de México.
En 2006 regresó a la legislatura federal por segunda ocasión. Fue nuevamente diputado federal esta vez por la vía plurinominal a la LX Legislatura que tuvo término en 2009, y en la que fue presidente de la comisión de Radio, Televisión y Cinematografía; secretario de la comisión de Energía; e integrante de las comisiones de Trabajo y Previsión Social; y, Especial para la Defensa de los Derechos Sociales de Acceso al Agua y la Protección de Ambientes Acuáticos. En esta legislatura se separó de la diputación mediante licencia entre el 1 de mayo y el 7 de julio de 2009 para ser candidato de su partido a regidor del Ayuntamiento del municipio de Huixquilucan y luego en forma defintiva el 15 de agosto siguiente, para sumir el día 18 del mismo como regidor del ayuntamiento presidido por Alfredo del Mazo Maza, que concluyó en misma fecha de 2012.
Fue elegido por tercera ocasión diputado federal, nuevamente mediante la representación proporcional, a la LXIII Legislatura de 2015 a 2018, y en la que fue presidente de la comisión de Recursos Hidráulicos; e integrante de las comisiones de Energía; de Presupuesto y Cuenta Pública; de Desarrollo Social; y, del comité de Administración.